# Melanephia cinereovariegata
Melanephia cinereovariegata är en fjärilsart som beskrevs av Le Cerf 1922. Melanephia cinereovariegata ingår i släktet Melanephia och familjen nattflyn. Inga underarter finns listade i Catalogue of Life.